# Alpha Blondy

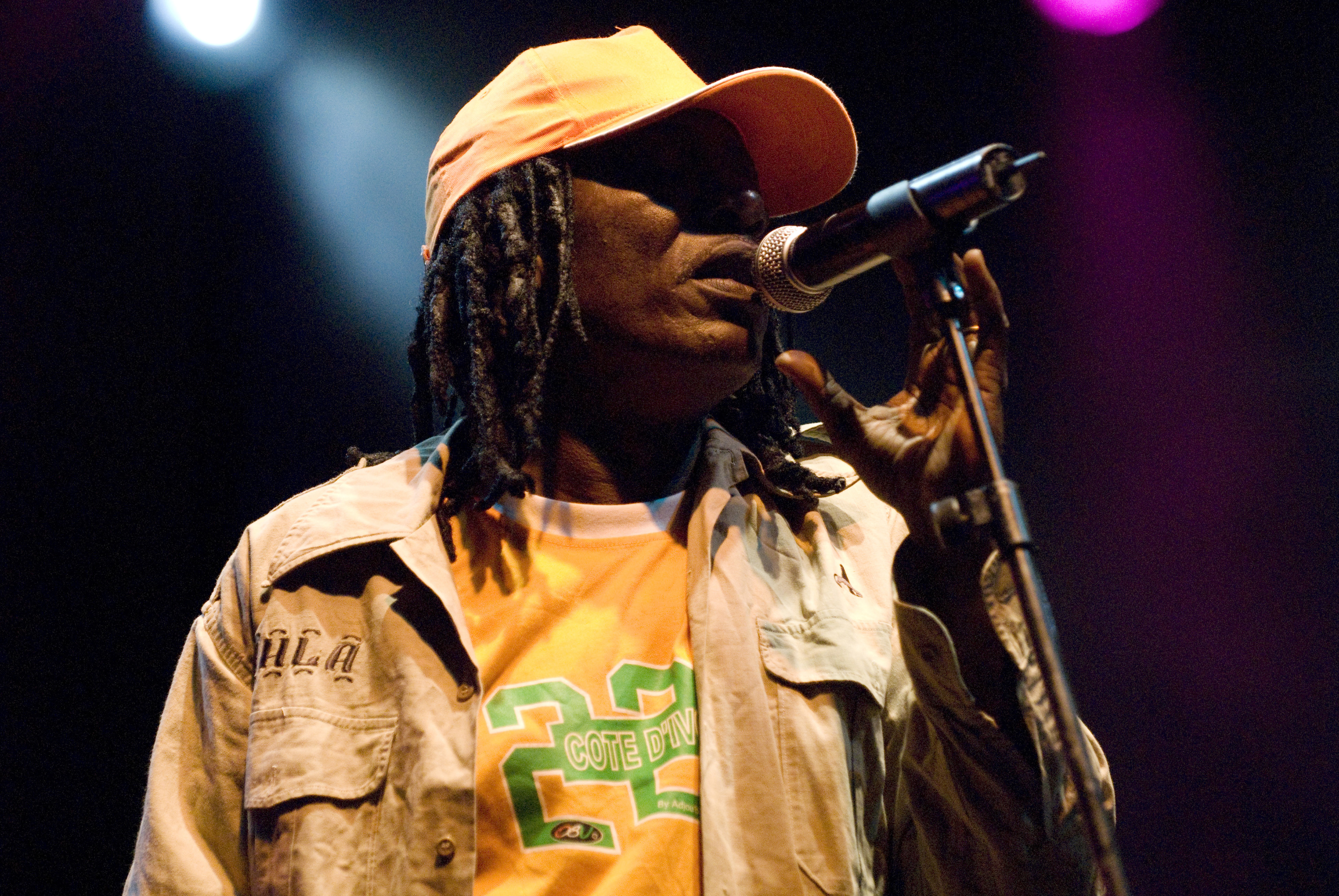
Alpha Blondy (2007)

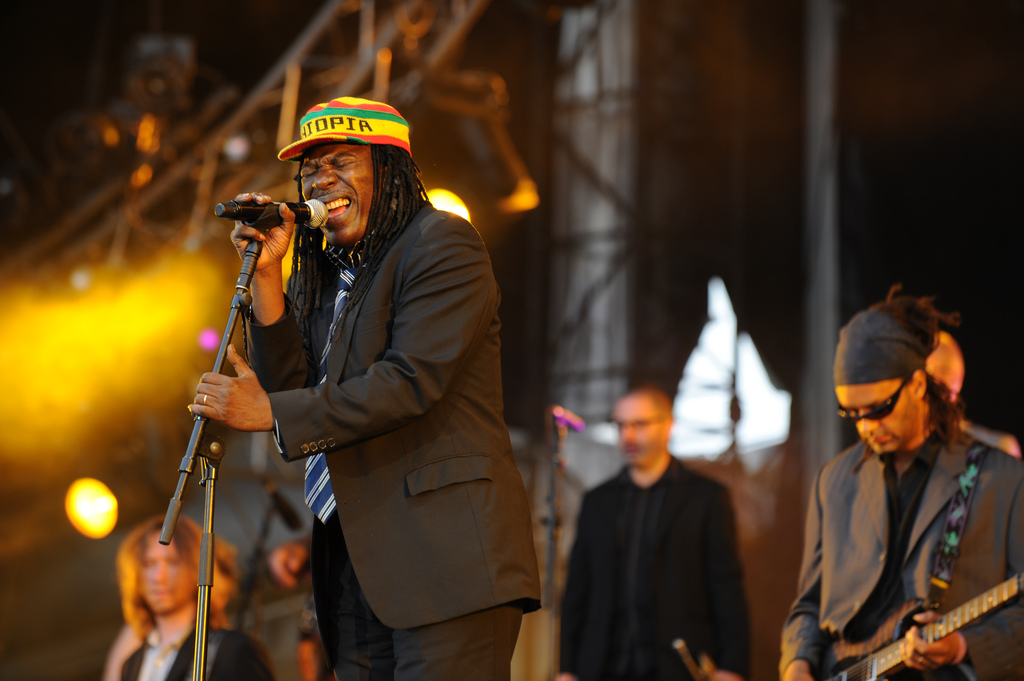
Alpha Blondy während eines Festivals in Frankreich (2008)

Alpha Blondy (* 1. Januar 1953 in Dimbokro, Elfenbeinküste; eigentlich Seydou Koné) ist ein ivorischer Reggaesänger; er gehört mit seiner Band Solar System zu den erfolgreichsten Reggaebands Westafrikas.

## Leben
Alpha Blondy ist der Sohn eines Muslims und einer Christin und stammt aus dem Volk der Dioula. Schon während seiner Schulzeit in Odienné gründete er seine erste Band Atomic Vibrations.
1973 zog er nach einem Schulverweis ins benachbarte Liberia. Er reiste 1976 in die USA und studierte dort an der New Yorker Columbia University Handel und Englisch. Dort lernte er die Rastafari-Bewegung kennen, die ihn beeinflusste. Seine ersten Auftritte hatte er in New York mit der Reggaeband Monyaka. Nachdem Alpha Blondy Ende der 1970er Jahre mit einem jamaikanischen Produzenten sechs Titel produziert hatte, verschwand dieser mit den Bändern, woraufhin Alpha Blondy einen Nervenzusammenbruch erlitt. Daraufhin kehrte Alpha Blondy nach Abidjan zurück, wurde dort jedoch zunächst in eine Nervenheilanstalt eingewiesen.
Bei der Fortsetzung seiner Karriere half ihm Roger Fulgence Kassy, der ihm ermöglichte, in der Fernsehsendung Première chance aufzutreten. Erst nach seiner Rückkehr an die Elfenbeinküste wählte Alpha Blondy auch seinen Künstlernamen. 1983 veröffentlichte er sein erstes Album Jah Glory, das er mit Musikern aus Ghana aufgenommen hatte. Die erste Single-Auskopplung, Brigadier Sabari, befasste sich mit Polizeigewalt und war sehr erfolgreich. 1985 trat er erstmals in Europa auf.
Seine Musik könnte man als Pop-kompatiblen Afro-Reggae bezeichnen, mit eindeutigen afrikanischen, europäischen und karibischen Einflüssen. Seine neueren Werke orientieren sich verstärkt am Roots-Reggae. Er thematisiert in seinen Liedtexten unter anderem Krieg, Kleptokratie und Ignoranz – von „Brigadier Sabari“ in den achtziger Jahren über „Bloodshed in Africa“ und „Séchez Vos Larmes“ bis „Maclacla Macloclo“ in seinem Album Positive Energy aus dem Jahr 2015.
Das Album Jerusalem wurde zusammen mit den Wailers im Tuff-Gong-Tonstudio produziert. Alpha Blondy singt seine Texte auf Hebräisch, Englisch, Französisch, Arabisch und in einigen westafrikanischen Sprachen (wie Baule und Dioula). Bemerkenswert ist auch, dass er auf seinen Tourneen stets einen Davidstern, eine Bibel und einen Koran mit sich führt.

## Diskografie

### Studioalben
- 1981: Jah Glory!
- 1984: Cocody Rock!!!
- 1985: Apartheid Is Nazism
- 1986: Jérusalem (FR: Gold)
- 1987: Revolution (FR: Gold)
- 1989: The Prophets
- 1991: S.O.S Guerre Tribale
- 1992: Masada (FR: ×2Doppelgold )

| Jahr | Titel                  | Höchstplatzierung, Gesamtwochen, AuszeichnungChartplatzierungen (Jahr, Titel, Platzierungen, Wochen, Auszeichnungen, Anmerkungen) | Höchstplatzierung, Gesamtwochen, AuszeichnungChartplatzierungen (Jahr, Titel, Platzierungen, Wochen, Auszeichnungen, Anmerkungen) | Höchstplatzierung, Gesamtwochen, AuszeichnungChartplatzierungen (Jahr, Titel, Platzierungen, Wochen, Auszeichnungen, Anmerkungen) | Höchstplatzierung, Gesamtwochen, AuszeichnungChartplatzierungen (Jahr, Titel, Platzierungen, Wochen, Auszeichnungen, Anmerkungen) | Anmerkungen                            |
| Jahr | Titel                  | AT | CH | FR | BEW | Anmerkungen                            |
| ---- | ---------------------- | --- | --- | --- | --- | -------------------------------------- |
| 1994 | Dieu                   | AT27 (8 Wo.)AT | — | — | — |                                        |
| 1996 | Grand Bassam Zion Rock | AT44 (3 Wo.)AT | — | — | — |                                        |
| 1998 | Yitzhak Rabin          | — | — | FR28 (10 Wo.)FR | — |                                        |
| 1999 | Elohim                 | — | CH93 (2 Wo.)CH | FR20 (8 Wo.)FR | — |                                        |
| 2002 | Merci                  | AT66 (2 Wo.)AT | — | FR89 (8 Wo.)FR | — | Erstveröffentlichung: März 2002        |
| 2007 | Jah Victory            | — | — | FR59 (16 Wo.)FR | — | Erstveröffentlichung: 22. Oktober 2007 |
| 2011 | Vision                 | — | — | FR38 Gold (UPFI) · (22 Wo.)FR | — | Erstveröffentlichung: 14. April 2011   |
| 2013 | Mystic Power           | — | — | FR69 (6 Wo.)FR | BEW133 (3 Wo.)BEW | Erstveröffentlichung: 4. März 2013     |
| 2015 | Positive Energy        | — | — | FR60 (5 Wo.)FR | — | Erstveröffentlichung: 18. Mai 2015     |
| 2018 | Human Race             | — | — | FR61 (4 Wo.)FR | BEW108 (1 Wo.)BEW | Erstveröffentlichung: 31. August 2018  |
| 2022 | Eternity               | — | — | FR183 (1 Wo.)FR | — | Erstveröffentlichung: 27. Mai 2022     |
| 2025 | Rise                   | — | — | — | — | Erstveröffentlichung: 18. April 2025   |

grau schraffiert: keine Chartdaten aus diesem Jahr verfügbar

### Livealben
| Jahr | Titel       | Höchstplatzierung, Gesamtwochen, AuszeichnungChartplatzierungen (Jahr, Titel, Platzierungen, Wochen, Auszeichnungen, Anmerkungen) | Höchstplatzierung, Gesamtwochen, AuszeichnungChartplatzierungen (Jahr, Titel, Platzierungen, Wochen, Auszeichnungen, Anmerkungen) | Höchstplatzierung, Gesamtwochen, AuszeichnungChartplatzierungen (Jahr, Titel, Platzierungen, Wochen, Auszeichnungen, Anmerkungen) | Höchstplatzierung, Gesamtwochen, AuszeichnungChartplatzierungen (Jahr, Titel, Platzierungen, Wochen, Auszeichnungen, Anmerkungen) | Anmerkungen |
| Jahr | Titel       | AT | CH | FR | BEW | Anmerkungen |
| ---- | ----------- | --- | --- | --- | --- | ----------- |
| 1995 | Paris Bercy | — | — | FR64 (7 Wo.)FR | — |             |

Weitere Livealben
- 1993: Live Au Zenith

### Kompilationen
- 1993: The Best Of Alpha Blondy
- 1995: Rasta Poué / Jah Glory!
- 1996: The Best Of Alpha Blondy
- 1997: The Very Best Of Alpha Blondy
- 2003: Cocody Rock!!! / Apartheid Is Nazism
- 2004: L’Essentiel
- 2004: Radical Roots From The Emperor of African Reggae
- 2005: Akwaba, The Very Best of Alpha Blondy

### Singles
| Jahr | Titel Album                                 | Höchstplatzierung, Gesamtwochen, AuszeichnungChartplatzierungen (Jahr, Titel, Album, Platzierungen, Wochen, Auszeichnungen, Anmerkungen) | Höchstplatzierung, Gesamtwochen, AuszeichnungChartplatzierungen (Jahr, Titel, Album, Platzierungen, Wochen, Auszeichnungen, Anmerkungen) | Anmerkungen |
| Jahr | Titel Album                                 | AT | FR | Anmerkungen |
| ---- | ------------------------------------------- | --- | --- | ----------- |
| 1987 | Sweet Fanta Diallo –                        | — | FR24 (10 Wo.)FR |             |
| 1992 | Rendez-vous –                               | — | FR11 (16 Wo.)FR |             |
| 1994 | Heal Me Dieu                                | AT27 (3 Wo.)AT | — |             |
| 1999 | Journalistes en danger (Démocrature) Elohim | — | FR48 (10 Wo.)FR |             |

Weitere Singles
- 1982: Brigadier Sabari (Opération Coup De Poing)
- 1983: Rasta Poué
- 1984: Cocody Rock!!!
- 1985: Apartheid Is Nazism
- 1986: Travailler C’est Trop Dur
- 1989: Banana
- 1992: Yéyé Remix
- 1996: Ya Fohi
- 1998: New Dawn
- 2005: Yana De Fohi
- 2007: Jah Victory
- 2007: Vuvuzela